# فرنسيس إس. إدواردز
فرنسيس إس. إدواردز (بالإنجليزية: Francis S. Edwards)‏ هو قاضي ومحامي وسياسي أمريكي، ولد في 28 مايو 1817، وتوفي في 20 مايو 1899. انتخب عضو مجلس النواب الأمريكي.